# Clan Parisi

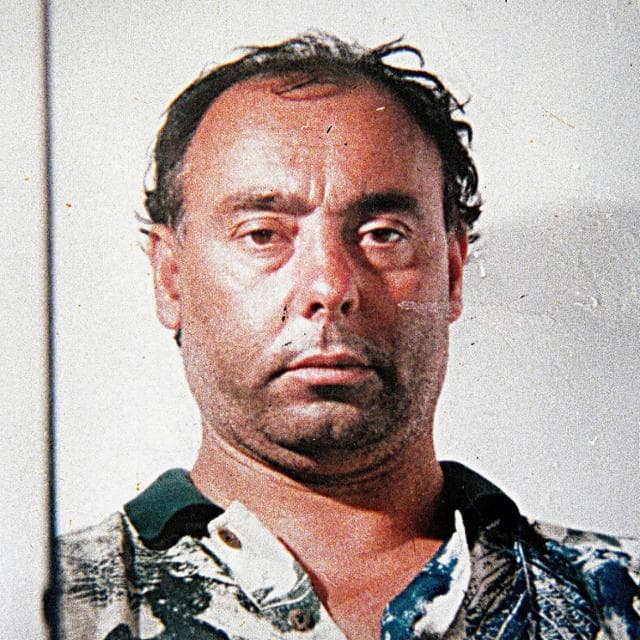
Eugenio Palermiti, che insieme a Savino Parisi, è considerato il capo indiscusso del clan

Il clan Parisi, attualmente noto anche come clan Parisi-Palermiti, è un'organizzazione criminale, originaria della città di Bari, operante soprattutto nel quartiere Japigia.

## Storia
L'organizzazione, storicamente capeggiata da Savino Parisi, detto "Savinuccio", attualmente detenuto, è apparsa sulla scena criminale barese negli anni '80 a causa del suo controllo sullo spaccio di droga, in particolare di eroina, nel quartiere Japigia.  Con lo strapotere dello spaccio di droga e delle estorsioni commesse negli anni dal suo clan, il boss Parisi avrebbe accumulato un ingente patrimonio, in parte reinvestito in proprietà immobiliari, in parte costituito da denaro contante. Inoltre Savinuccio dedicava un capitolo a parte all'acquisizione del "controllo di attività economiche", controllo imperniato sulla figura di Michele Labellarte, imprenditore deceduto nel 2009. Secondo gli investigatori, il gruppo criminale, però, non si limiterebbe a fare soldi soltanto con il traffico di droga e le estorsioni, ma si infiltrerebbe nelle imprese e si avvicinerebbe anche alla politica locale.
Nel 2017 la polizia ha sequestrato 2,5 milioni di euro ad Angelo Locorotondo, ritenuto vicino al clan. Nel 2018 sono state sequestrate due ville, cinque cavalli da corsa e rapporti finanziari per oltre un milione di euro, riconducibili a Savinuccio Parisi, per la maggior parte intestati a dei prestanome compiacenti. Nel gennaio 2020 è stato arrestato Michele Parisi, detto “gelatina”, fratello di Savinuccio Parisi, con l’accusa di tentata estorsione ai danni di un imprenditore.
Dal 2017 al clan Parisi si è unito il clan Palermiti, dando vita a una 'società della guerra', nata per sostenere il conflitto scoppiato nel quartiere contro la compagine 'scissionista' capeggiata da Antonio Busco, che ha cercato di prendere una parte delle piazze di spaccio gestita dal clan. La fazione dei Palermiti è comandata da Eugenio Palermiti, detto «il nonno», considerato il braccio destro di Savinuccio Parisi. Tuttavia Palermiti occupa sempre più una posizione dominante all'interno del clan, poiché Parisi è in carcere da molti anni. Eugenio Palermiti avrebbe avuto anche l’intuito di coagulare i nuovi picciotti assetati di sangue, ricreare un suo esercito, consolidare il suo potere egemonico e infine di infilarsi nei più svariati gangli della società e dell’economia sane.
Nel 2022 la Squadra Mobile di Bari ha eseguito un sequestro di beni per un complessivo di circa 1 milione di euro. Sotto sequestro sono finiti una impresa individuale, due società attive nel settore alimentare e dell'estetica, due fabbricati, tre autoveicoli e numerosi rapporti finanziari. Ancora nel 2022, il cantante Tommy Parisi, nato nel 1983 e figlio del boss Savinuccio, è stato condannato a otto anni di reclusione e all'interdizione perpetua dai pubblici uffici per il reato di associazione mafiosa.
Nel febbraio 2024 la polizia ha smantellato una operazione creata dal clan nel settore del commercio del caffè, in cui l'organizzazione costringeva bar e attività commerciali a vendere esclusivamente il prodotto di imprese legate ai Parisi, come la Torregina Caffè, riconducibile a Tommaso 'Tommy' Parisi e Christopher Luigi Petrone, la Raro srl, che aveva come "socio occulto" il fratello del boss, Massimo Parisi, e la Caffè Sartoriale. Ancora nel febbraio 2024, è stato arrestato il boss Eugenio Palermiti, sotto accusa per il ferimento di Teodoro Greco nel 2013 e per condotte violente e persecutorie verso uomini del clan per non farli parlare con gli inquirenti.
Nel settembre 2024 la DIA ha eseguito un decreto di sequestro a carico di un referente del clan, nel valore di circa 3 milioni di euro. I beni sequestrati riguardano 13 immobili (tra cui una palazzina di pregio ubicata nel centro storico di un comune del Barese), autovetture, denaro contante, diverse disponibilità finanziarie formalmente intestato a prestanome ma riconducibile all'affiliato del clan.
Giovanni Palermiti, figlio di Eugenio Palermiti e considerato un degno erede della successione, è stato coinvolto nell’agguato del 24 settembre 2018, in cui Walter Rafaschieri fu ucciso e suo fratello Alessandro ferito. Accusato di aver organizzato ed eseguito il delitto, è stato condannato all'ergastolo in primo grado. Nel corso della sua detenzione, ha sofferto di vari malori, tra cui nausea, svenimenti e dolori alla colonna vertebrale, tanto da chiedere più volte la scarcerazione per motivi di salute. Questi problemi sono documentati nella sua cartella clinica, che racconta i primi due anni di carcere. Nonostante la gravità del crimine per cui è stato accusato, nel processo di appello la sua pena è stata ridotta a 20 anni, dopo che la corte ha escluso l'aggravante della premeditazione e riconosciuto attenuanti generiche. Palermiti ha cercato di spiegare il suo ruolo nell’agguato ai Rafaschieri, sostenendo di essere stato costretto a parteciparvi sotto minaccia di ritorsioni, consapevole che suo padre non fosse più in grado di proteggerlo, essendo già in carcere.
Nel ottobre 2024, Massimo Parisi, fratello di Savino, è stato scarcerato dopo aver trascorso otto mesi in carcere nell'ambito dell'inchiesta "Codice interno", che ha svelato i legami tra mafia, politica e imprenditoria locale. Il Tribunale di Bari ha deciso di liberarlo, ritenendo che non sussistessero più esigenze cautelari, considerando la risalenza dei fatti contestati (del 2018), la sua condotta incensurata e l'assenza di altri procedimenti a suo carico.
Nel marzo 2025 Giuseppe Sciancalepore, meglio noto come “Pinuccio Capagrossa”, è stato scarcerato. La decisione arriva dopo che il tribunale ha accolto la richiesta di arresti domiciliari avanzata dai suoi legali. Sciancalepore è ritenuto dagli inquirenti uno dei vertici del clan Parisi-Palermiti, e la sua scarcerazione rappresenta un nuovo capitolo nella lunga e travagliata vicenda giudiziaria che coinvolge il clan, storicamente uno dei gruppi criminali più radicati in Puglia.
Nel aprile 2025 i Carabinieri della Compagnia di Bari Centro hanno eseguito 21 ordini di carcerazione per persone condannate definitivamente per traffico di droga e associazione a delinquere. Le condanne derivano da un'indagine complessa, chiamata "Astra", che ha smantellato un'organizzazione criminale operante a Bari e Mola di Bari, legata alla fazione dei Palermiti. Le indagini, svolte tra il 2016 e il 2018, hanno rivelato una rete di spaccio ben organizzata, con sequestri di droga e armi da guerra. L'operazione ha portato a pene che vanno da 8 mesi a 18 anni, per un totale di 148 anni di reclusione.

## Personaggi di spicco
- Savino Parisi, detto Savinuccio - Arrestato.
- Eugenio Palermiti, detto il nonno - Arrestato.
- Giovanni Palermiti - Arrestato.
- Massimo Parisi - Libero.
- Michele Parisi - Arrestato.